# Manuel Schmiedebach
Manuel Schmiedebach (Berlino Ovest, 5 dicembre 1988) è un calciatore tedesco, centrocampista del Grün-Weiß Ahrensfelde.

## Carriera
Manuel Schmiedebach cresce nelle giovanili di Nordberliner e Hertha Berlino. Esordisce con la maglia dell'Hertha Berlino II, collezionando 36 gare e 6 gol in due stagioni.
Nella stagione 2008-2009 passa all'Hannover 96, chiusa con 5 reti in 30 presenze con la seconda squadra. La stagione successiva inizia ancora con la seconda squadra (14 gare e 5 gol), per poi essere promosso in prima, con cui disputa 14 gare. Nella stagione 2010-2011, giocata interamente con la prima squadra, colleziona 32 gare in Bundesliga.

## Statistiche

### Presenze e reti nei club
Statistiche aggiornate all'12 aprile 2016.
| Stagione        | Club            | Campionato      | Campionato | Campionato | Coppe nazionali | Coppe nazionali | Coppe nazionali | Coppe continentali | Coppe continentali | Coppe continentali | Supercoppe | Supercoppe | Supercoppe | Totale | Totale |
| Stagione        | Club            | Comp            | Pres       | Reti       | Comp            | Pres            | Reti            | Comp               | Pres               | Reti               | Comp       | Pres       | Reti       | Pres   | Reti   |
| --------------- | --------------- | --------------- | ---------- | ---------- | --------------- | --------------- | --------------- | ------------------ | ------------------ | ------------------ | ---------- | ---------- | ---------- | ------ | ------ |
| 2009-2010       | Hannover 96     | BL              | 14         | 0          | CG              | 1               | 0               | -                  | -                  | -                  | -          | -          | -          | 15     | 0      |
| 2010-2011       | Hannover 96     | BL              | 32         | 0          | CG              | 1               | 0               | -                  | -                  | -                  | -          | -          | -          | 33     | 0      |
| 2011-2012       | Hannover 96     | BL              | 30         | 0          | CG              | 2               | 0               | UEL                | 12                 | 0                  | -          | -          | -          | 44     | 0      |
| 2012-2013       | Hannover 96     | BL              | 21         | 0          | CG              | 3               | 0               | UEL                | 12                 | 1                  | -          | -          | -          | 36     | 1      |
| 2013-2014       | Hannover 96     | BL              | 24         | 1          | CG              | 2               | 0               | -                  | -                  | -                  | -          | -          | -          | 26     | 1      |
| 2014-2015       | Hannover 96     | BL              | 27         | 0          | CG              | 1               | 0               | -                  | -                  | -                  | -          | -          | -          | 28     | 0      |
| 2015-2016       | Hannover 96     | BL              | 17         | 1          | CG              | 2               | 0               | -                  | -                  | -                  | -          | -          | -          | 19     | 1      |
| Totale carriera | Totale carriera | Totale carriera | 165        | 2          |                 | 12              | 0               |                    | 24                 | 1                  |            |            |            | 201    | 3      |